# 디에고 리코
디에고 리코 살게로(스페인어: Diego Rico Salguero, 1993년 2월 23일, 카스티야 이 레온 주 부르고스 ~)는 스페인의 프로 축구 선수로, 현재 헤타페에서 좌측 수비수를 맡고 있다.

## 클럽 경력

### 사라고사
카스티야 이 레온 주 부르고스 출신인 리코는 부르고스 프로메사스의 유소년부에서 축구를 시작해 7인 축구에서 공격수로 뛰다가 측면 미드필더로 전향했다. 2011년 6월, 그는 사라고사에 합류해 청년부 선수단에 배정되었다.
리코는 2011-12 시즌에 2군 소속으로 성인 무대 신고식을 치렀다. 그는 처음 2년 동안 선수단의 후보로 기용되었는데, 2년차는 하위 리그 강등으로 끝났다.
2013년 여름, 리코는 1군으로 승격되어 주전 아브라암 미네로의 주전 지위를 꿰찼다. 9월 10일, 그는 0-1로 패한 알라베스와의 코파 델 레이 2라운드 원정 경기에 선발로 출전해 프로 무대 신고식을 치렀으나, 사라고사는 0-1로 패했다. 나흘 후, 그는 3-0으로 이긴 테네리페와의 세군다 디비시온 안방 경기를 90분 소화하며 첫 리그 경기를 치렀다.
2013년 11월 19일, 리코는 5년 연장 계약을 맺어 라 로마레다에 남게 되었다. 그 다음 달, 그는 첫 프로무대 득점에 성공했는데, 2-1로 이긴 코르도바와의 경기에서 선제골을 기록했다.
2016년 1월 7일, 리코는 새 프로 계약에 합의하면서 1군으로 정식 승격되어 등번호 22번을 받았다. 그는 2015-16 시즌을 39경기 출전 1골로 마무리했고, 사라고사는 리그에서 8위를 차지했다.

### 레가네스
2016년 8월 17일, 리코는 라 리가의 레가네스와 4년 계약을 맺고 이적했는데, 이적료는 €1M으로 추정되고 있다. 닷새 후, 그는 1-0으로 이긴 셀타 비고와의 원정 경기에 선발로 출전해 라 리가 첫 경기를 치렀다.
2016년 9월 11일, 리코는 1-2로 패한 스포르팅 히혼원정에서 스페인 1부 리그 첫 골을 넣었다. 이듬해 8월 7일, 그는 2021년까지 계약을 연장했다.

### 본머스
2018년 7월 24일, 리코는 비공개 이적료에 본머스로 이적했고, 4년짜리 계약서에 서명했다. 9월 1일, 그는 0-2로 패한 첼시와의 경기에서 90분을 소화하며 프리미어리그 첫 경기를 치렀다. 그는 1년차에 주전으로 입지를 굳히는 데 고전했고, 모든 대회를 통틀어 16경기에만 출전했다. 에디 하우 감독은 나중에 그가 리그에 적응하는데 많은 장애물을 마주쳤다고 밝혔고, 언어 장벽과 높은 체격적 요구 조건도 장애물이었다고 덧붙였지만, "기교가 뛰어난데, 왼발을 특출히 사용해요. 그는 우리 선수단 내에서 손꼽히는 능력이 있습니다"라며 칭찬했다.
리코는 이듬해에 3-1로 이긴 에버턴과의 안방 경기를 시작으로 14경기 연속 출전을 기록하며 훌륭히 시작했다. 2019년 10월, 그는 구단 자체적으로 진행한 9월 이달의 선수로 선정되었는데, 그는 이 과정에서 전 경기를 90분으로 소화하며 2차례 도움을 기록했다.
리코는 2020년 12월 4일, 4-0으로 이긴 반슬리와의 경기에서 첫 골을 기록했다.

### 레알 소시에다드
2021년 7월 26일, 리코는 비공개 이적료로 레알 소시에다드와 2년 계약을 맺으며 스페인 무대에 복귀했다.

## 플레이스타일
리코는 공이 멈춘 상황의 약속된 전개에 특출한 능력을 보이며, 주로 코너킥이나 직접 프리킥을 도맡아 찼다. 본머스 동료 칼럼 윌슨은 리코가 "신비한 왼발"을 지녔다고 묘사했고, 하우는 "그정도 힘있게 정확하게 찬다는 것은 큰 장점이다"라고 평했다.
리코는 공을 뺏는 데도 소질이 있는데, 대체로 강인하고 수비적인 측면 수비수이다. 2019-20 시즌 말, 그는 66회로 프리미어리그 그 어느 선수보다도 더 많은 가로채기에 성공했다.

## 경력 통계
2021년 5월 22일 기준
| 구단            | 시즌      | 리그              | 리그 | 리그 | 컵   | 컵 | 리그컵 | 리그컵 | 기타 | 기타 | 합계 | 합계 |
| 구단            | 시즌      | 리그명            | 출장 | 골   | 출장 | 골 | 출장   | 골     | 출장 | 골   | 출장 | 골   |
| --------------- | --------- | ----------------- | ---- | ---- | ---- | -- | ------ | ------ | ---- | ---- | ---- | ---- |
| 사라고사 B      | 2011–12   | 세군다 디비시온 B | 6    | 0    | —    | —  | —      | —      | —    | —    | 6    | 0    |
| 사라고사 B      | 2012–13   | 세군다 디비시온 B | 11   | 0    | —    | —  | —      | —      | —    | —    | 11   | 0    |
| 사라고사 B      | 합계      | 합계              | 17   | 0    | —    | —  | —      | —      | —    | —    | 17   | 0    |
| 사라고사        | 2013–14   | 세군다 디비시온   | 30   | 2    | 1    | 0  | —      | —      | 0    | 0    | 31   | 2    |
| 사라고사        | 2014–15   | 세군다 디비시온   | 37   | 2    | 1    | 0  | —      | —      | 0    | 0    | 38   | 2    |
| 사라고사        | 2015–16   | 세군다 디비시온   | 39   | 1    | 1    | 0  | —      | —      | 0    | 0    | 40   | 1    |
| 사라고사        | 합계      | 합계              | 106  | 5    | 3    | 0  | —      | —      | 0    | 0    | 109  | 5    |
| 레가네스        | 2016–17   | 라 리가           | 25   | 1    | 0    | 0  | —      | —      | 0    | 0    | 25   | 1    |
| 레가네스        | 2017–18   | 라 리가           | 26   | 2    | 7    | 1  | —      | —      | 0    | 0    | 33   | 3    |
| 레가네스        | 합계      | 합계              | 51   | 3    | 7    | 1  | —      | —      | 0    | 0    | 58   | 4    |
| 본머스          | 2018–19   | 프리미어리그      | 12   | 0    | 1    | 0  | 3      | 0      | 0    | 0    | 16   | 0    |
| 본머스          | 2019–20   | 프리미어리그      | 27   | 0    | 1    | 0  | 1      | 0      | 0    | 0    | 29   | 0    |
| 본머스          | 2020–21   | 챔피언십          | 32   | 1    | 4    | 0  | 1      | 0      | 1    | 0    | 38   | 1    |
| 본머스          | 합계      | 합계              | 71   | 1    | 6    | 0  | 5      | 0      | 1    | 0    | 83   | 1    |
| 레알 소시에다드 | 2021–22   | 라 리가           | 0    | 0    | 0    | 0  | —      | —      | 0    | 0    | 0    | 0    |
| 경력 합계       | 경력 합계 | 경력 합계         | 245  | 9    | 16   | 1  | 5      | 0      | 1    | 0    | 267  | 10   |

1. ↑  프리미어리그 플레이오프전 출장 경기 기록 포함